# Inermocoelotes deltshevi
Inermocoelotes deltshevi es una especie de araña araneomorfa del género Inermocoelotes, familia Agelenidae. Fue descrita científicamente por Dimitrov en 1996.
Se distribuye por Macedonia y Bulgaria. El cuerpo del macho mide aproximadamente 9,4-10,3 milímetros de longitud y el de la hembra 10,1-10,2 milímetros.